# Jan Cieślar

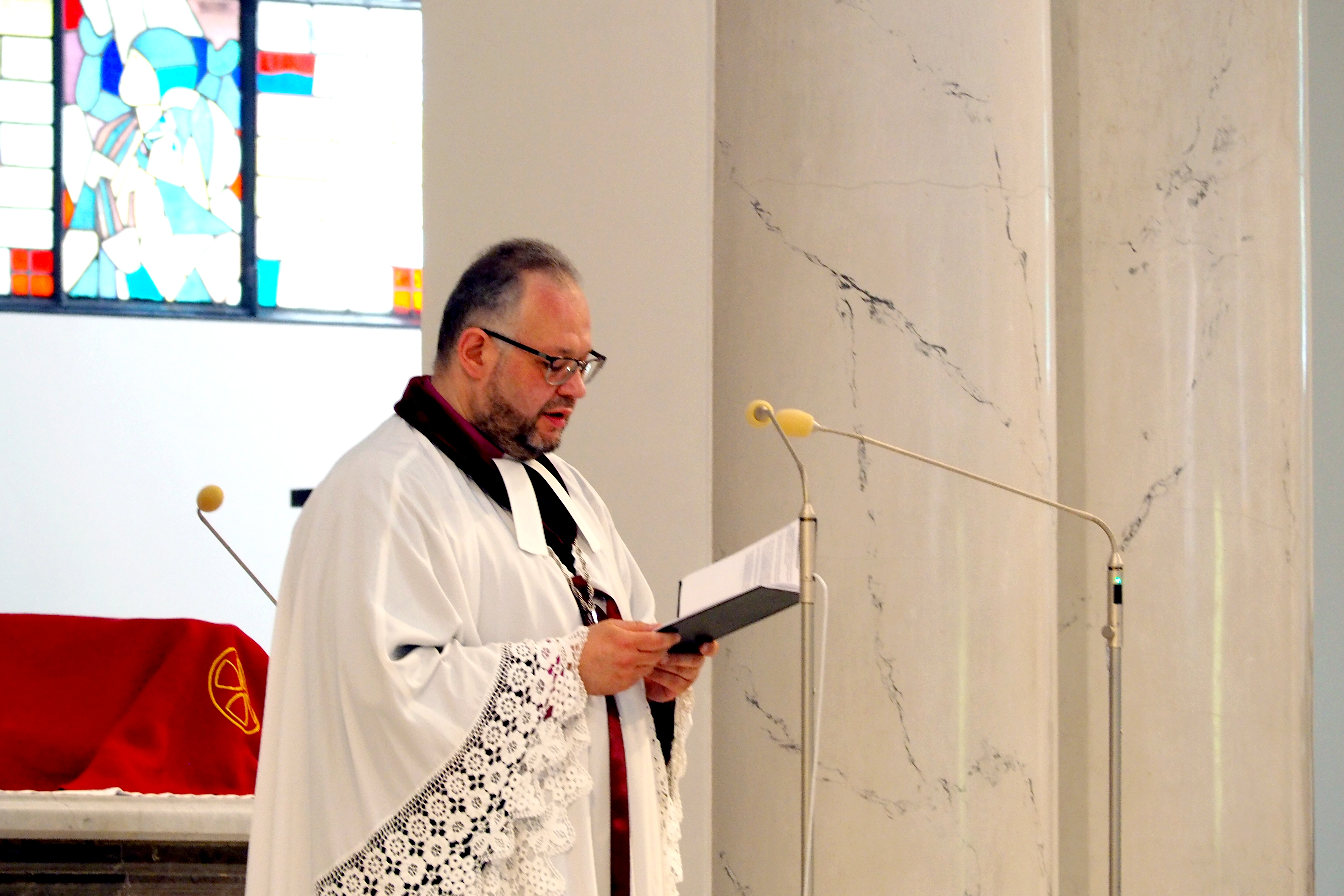
Jan Cieślar, 2022

Jan Cieślar (* 10. September 1967 in Cieszyn) ist ein polnischer lutherischer Geistlicher und Bischof der Diözese Warschau der Evangelisch-Augsburgischen Kirche in Polen.

## Leben
Im Jahr 1993 schloss er sein Studium der Evangelischen Theologie an der Christlichen Theologischen Akademie in Warschau mit einer Arbeit über Teodor Karol Haase, sein Leben und seine Aktivitäten ab. Am 24. Juli 1993 wurde er in Zabrze vom Leitenden Bischof der Evangelisch-Augsburgischen Kirche in Polen Jan Szarek ordiniert. Jan Cieślar war Vikar in Ustroń und ab 1994 Vikar in der Gemeinde St. Mateusz in Łódź. 1996 wurde er Pfarradministrator von St. Peter und Paul in Pabianice. 1998 wurde er zum Pfarrer gewählt. Von 2008 bis 2010 war er Mitglied des Diözesanrates der Diözese Warschau.
Er ist Dozent am Institut für Historische Theologie der Christlich-Theologischen Akademie in Warschau und Dozent am Institut für Pädagogische Wissenschaften der Universität Jan Kochanowski in Kielce.
Auf der Diözesansynode in Łódź am 26. Juni 2010 wurde er zum Bischof der Warschauer Diözese gewählt. Seine Amtseinführung fand am 4. September 2010 in der Matthäuskirche in Łódź durch den Leitenden Bischof der Evangelisch-Augsburgischen Kirche in Polen Jerzy Samiec unter Assistenz der Bischöfe Ryszard Bogusz und Rudolf Bażanowski statt. Seine Amtszeit als Bischof von Warschau dauerte von 2010 bis 2020.